# Șieu-Odorhei
Șieu-Odorhei là một xã thuộc hạt Bistrița-Năsăud, România. Dân số thời điểm năm 2002 là 2562 người.